# Valentin Ceaușescu

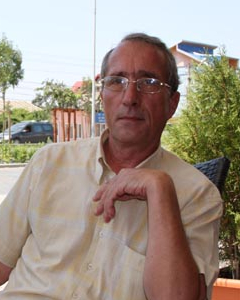
Valentin Ceaușescu, 2009

Valentin Ceaușescu (* 17. Februar 1948) ist ein rumänischer Physiker sowie ein Sohn des ehemaligen rumänischen Diktatorenehepaares Elena und Nicolae Ceaușescu. Frühere Berichte, dass er adoptiert und kein leibliches Kind der Ceaușescus sei, sind mittlerweile widerlegt.

## Leben
Im Gegensatz zu anderen Mitgliedern des Ceaușescuclans wirkte Valentin nicht am politischen Leben in der Zeit des kommunistischen Rumäniens mit. Er absolvierte erfolgreich ein Physikstudium an der Universität Bukarest. Dieses Studium setzte er in London fort und arbeitete anschließend als wissenschaftlicher Mitarbeiter an der Universität von Bukarest, später an wissenschaftlichen Instituten im Bereich Kernphysik. Er ging 2016 in Rente.
1970 heiratete er Iordana Borilă, die Tochter eines Parteifunktionärs. Nicolae Ceaușescu war ausdrücklich gegen diese Hochzeit und ordnete sogar die spätere Emigration von Borilă und der zwischenzeitlich geborenen Kinder aus der Ehe mit Valentin nach Kanada an. 1995 heiratete er eine Bankierstochter und bekam mit ihr eine Tochter. Zuletzt lebte er in einem Anwesen des Schwiegervaters.
Eines der Hobbys von Valentin Ceaușescu war der Fußball. In den 1980er-Jahren übernahm er das Management von Steaua Bukarest, dem, neben zahlreichen Meisterschaften in der Heimat, sogar der Sieg im Europapokal der Landesmeister 1985/86 gelang. Steaua Bukarest galt in Rumänien zu der Zeit als Privatverein der Ceaușescus und genoss besondere Privilegien.
Nach Ausbruch der Rumänischen Revolution 1989 wurde gegen ihn Haftbefehl erlassen, wie auch gegen seine Geschwister Zoia Ceaușescu und Nicu Ceaușescu. Die Exekution seiner Eltern sah er laut eigenen Angaben im Fernsehen. Er wurde festgenommen und saß neun Monate in Untersuchungshaft, wurde dann aber freigelassen, da ihm keine Straftaten nachgewiesen werden konnten. Seine umfangreiche Bilder- und Büchersammlung mit einigen Raritäten wurde vom rumänischen Staat jedoch konfisziert. Ein seit 2001 betriebener Restitutionsprozess endete 2009 zu Gunsten des Klägers. Die Gemälde wurden seitdem zum Teil verkauft.